# Sitte
Sitte (en rus: Ситте) és un poble de la República de Sakhà, a Rússia, segons el cens del 2021 tenia 469 habitants. Pertany al districte de Sangar.